# Tamari Miyashiro
Tamari Miyashiro (ur. 8 lipca 1987 w Honolulu) – amerykańska siatkarka, reprezentantka kraju, libero. W sezonie 2011/2012 występowała w klubie BKS Aluprof Bielsko-Biała.

## Sukcesy klubowe
Liga austriacka:
- 2011

Puchar Niemiec:
- 2014, 2015

Liga niemiecka:
- 2014, 2015

## Sukcesy reprezentacyjne
Volley Masters Montreux:
- 2010

Puchar Panamerykański:
- 2010

Igrzyska Panamerykańskie:
- 2011

Grand Prix:
- 2011, 2012, 2015

Puchar Świata:
- 2011

Igrzyska Olimpijskie:
- 2012

Puchar Wielkich Mistrzyń:
- 2013